# Руйка
Ру́йка (рос. Руйка, марій. Руйко) — присілок у складі Марі-Турецького району Марій Ел, Росія. Входить до складу Хлібниковського сільського поселення.

## Населення
Населення — 9 осіб (2010; 13 у 2002).
Національний склад (станом на 2002 рік):
- росіяни — 39 %
- марійці — 38 %